# إدارة مبيعات
إدارة المبيعات هي علم من علوم التجارة يركز على التطبيق العملي لتقنيات البيع وإدارة عمليات البيع بالشركة. وهي وظيفة هامة في التجارة؛ لأن صافي المبيعات خلال بيع المنتجات والخدمات وينتج عنها ربح وتحفز غالبية الأعمال التجارية. وعادة ما تكون هذه هي أهداف إدارة المبيعات ومؤشرات الأداء.
مدير المبيعات وظيفة معروفة تطلق على الشخص المسئول عن إدارة المبيعات. وتتضمن هذه المسئولية تخطيط المبيعات والموارد البشرية وتنمية المواهب والقيادة والتحكم في الموارد مثل الأصول التنظيمية.

## تخطيط المبيعات
يشتمل تخطيط المبيعات على الإستراتيجية وتحديد أهداف مبيعات تقوم على الربح والحصص والتنبؤ بالمبيعات وإدارة الطلب وإعداد وتنفيذ خطة المبيعات.
خطة المبيعات هي الوثيقة الإستراتيجية التي تحدد أهداف العمل التجاري والموارد وأنشطة البيع. وعادة ما تتبع خطة التسويق الرئيسية والتخطيط الإستراتيجي
 وخطة العمل التجاري مع المزيد من التفاصيل حول طريقة تحقيق الأهداف من خلال البيع الفعلي للمنتجات والخدمات.

## تعيين موظفي المبيعات
هناك ثلاث مهام تستخدم عند التعيين لوظيفة إدارة المبيعات هي تحليل الوظيفة ووصف الوظيفة ومؤهلات الوظيفة
ويتم إجراء التحليل الوظيفي لتحديد مهام معينة يكون البائع مسئولاً عنها بصورة يومية. ويجب على التحليل الوظيفي تحديد الأنشطة التي تعد حيوية لنجاح الشركة. وأي شخص له علاقة بتنظيم المبيعات أو قسم الموارد البشرية يمكن أن يقوم بالتحليل وكذلك أي متخصص من جهة خارجية (سبيرو "Spiro" صفحات 134). ويجب أن يكون لدى الشخص المسئول عن إكمال التحليل الوظيفي فهم عميق للنشاط اليومي للبائعين.
وبعد ذلك يتم كتابة التحليل الوظيفي بطريقة واضحة كوصف للوظيفة، وتتألف المعلومات العامة من:
1. المسمى الوظيفي
2. العلاقة التنظيمية
3. أنواع المنتجات والخدمات المبيعة
4. أنواع العملاء المدعوين
5. المهام والمسئوليات المتعلقة بالوظيفة
6. متطلبات الوظيفة
7. المواصفات المطلوبة للتوظيف
سوف يحدد الوصف الوظيفي الفعال خطط المكافآت وحجم عبء العمل والواجبات الملقاة على عاتق البائعين. كما أنه مسئول بشكل أساسي عن أدوات التوظيف مثل نموذج طلب التقدم للوظيفة والاختبارات النفسية.
لكن أصعب جزء في هذه العملية هو تحديد المؤهلات المطلوبة للوظيفة. والسبب وراء هذه الصعوبة هو أن التوظيف يؤثر على الميزة التنافسية للشركة في السوق فضلا عن مقدار الإيرادات، بالإضافة إلى ذلك، يحب أن يكون هناك مجموعة من السمات المطلوبة للتوظيف والمتعلقة بكل وظيفة من وظائف المبيعات داخل الشركة. عند وجود شخص لا يمتلك التفوق في المجال المحدد؛ قد يرجع ذلك لعوامل خارجية تتعلق بالجو المحيط بهذا الشخص.
ويجب ملاحظة ضرورة الحرص على عدم التمييز فيما يخص التوظيف، وهناك عدد من المؤهلات (مثل الخلفية العرقية والعمر...إلخ) التي لا يمكن استخدامها في عملية الاختيار للوظيفة.

## إعداد تقارير المبيعات
يتضمن إعداد تقارير المبيعات مؤشرات الأداء الرئيسي لقوة المبيعات.
تشير مؤشرات الأداء الرئيسي إلى ما إذا كانت عمليات البيع يتم تشغيلها بفاعلية وأنها تحقق النتائج وفق نص خطة المبيعات. ويجب أن تتيح تقارير المبيعات لمديري المبيعات إمكانية اتخاذ إجراءات تصحيحية في الموقت المناسب عند الانحراف عن القيم المتوقعة، كما أنها تسمح لكبار المديرين بتقييم مدير المبيعات.
وتعتبر «النتائج ذات الصلة» وليس «العملية ذات الصلة» هي المعلومات المتعلقة بـ مخروط المبيعات ونسبة المبيعات المحققة.
ويمكن أن توفر تقارير المبيعات مقاييس لمكافآت إدارة المبيعات، كما أن مكافآة أفضل المديرين بدون وجود تقارير مبيعات دقيقة وموثوق بها لا يعتبر موضوعيًا.
وكذلك يتم إعداد تقارير المبيعات من أجل الاستخدام الداخلي للإدارة العليا، إذا كانت خطط المكآفآت للأقسام الأخرى تعتمد على النتائج النهائية، من الضروري تقديم نتائج عمل قسم المبيعات للأقسام الأخرى.
وفي النهاية، فإن تقارير المبيعات لازمة للمستثمرين والشركاء؛ لذا يجب على النظام الإداري أن تكون لديه قدرات على إعداد تقارير متقدمة لتلبية احتياجات أصحاب المصلحة على اختلافهم.